# René Marchand
Pour les articles homonymes, voir Marchand.
 (août 2016).
René Marchand, né le 30 octobre 1935 à Montluçon (Allier) et mort le 12 novembre 2024 à Chassy (Yonne), est un essayiste et journaliste français. Journaliste de radio et de télévision, il collabore à La Nouvelle Revue d'histoire. Depuis fin 2010, il collabore à Riposte laïque.
Il est issu de l'École nationale des langues orientales vivantes et licencié de langue et littérature arabes en Sorbonne.
Il est un critique de l'islam et s'est spécialisé dans des ouvrages et articles narrant la conquête de l'islam mais aussi dénonçant la complicité de l'élite européenne, selon lui, dans sa progression en Europe. Son ouvrage Mahomet, contre-enquête détaille les étapes et techniques de la conquête de la péninsule Arabique par Mahomet puis par ses émules.

## Biographie

### Formation
Il passe son enfance, avenue Jules-Guesde, dans le quartier des Fours-à-chaux de Montluçon, fréquente l’école publique Paul-Lafargue. Son père, ébéniste, est « mort pour la France » en 1940. Pupille de la Nation, il fait ses études primaires et secondaires à Montluçon puis à Paris où il rejoint l'École des langues orientales, puis la Sorbonne. Il est licencié d’arabe classique et devient journaliste de radio et de télévision à partir de 1959.

## Carrière
De 1963 à 1967, il est responsable de la rédaction, puis directeur de la station émettant en français, arabe, afar et somali de Djibouti pour l'Office de radiodiffusion-télévision française. Simultanément, il est correspondant de l’Agence France-Presse. En 1968 et en 1969, il est rédacteur en chef adjoint à France Inter. Il rejoint la 2e chaîne de 1969 à 1972, devient rédacteur en chef adjoint, puis rédacteur en chef, chef du service des informations générales et présentateur du journal. Coproducteur, avec Jacqueline Baudrier, du magazine mensuel Le Troisième Œil, il fait ses premières grandes émissions en France sur la drogue (La Drogue chez nous), l’immigration (Le Pain de l’exil) et reçoit le Prix Unda. De 1972 à 1975, il est responsable de la fiction de la Première Chaîne : feuilletons, séries, téléfilms, coproductions, achats. À Radio France, de 1978 à 1983, il est conseiller à la présidence, puis chef des services de la présidence, chargé du développement et de la prospective, puis directeur du développement. Il crée les premières radios locales de service public (Fréquence Nord, Radio Mayenne, Radio Melun), étend le réseau et y intègre les services radiophoniques de FR3. En 1983, il crée le Studio-École de France, premier établissement d’enseignement privé consacré aux métiers de l’audiovisuel. Il réalise des missions de conseil, d’audit et de redressement pour des groupes de presse français et étrangers.

## Critique de l'Islam
Cette section ne s'appuie pas, ou pas assez, sur des sources secondaires ou tertiaires indépendantes du sujet. Le texte peut contenir des analyses inexactes ou inédites de sources primaires.
Pour l'améliorer, ajoutez-en, ou placez des modèles {{Source secondaire souhaitée}} ou {{Source secondaire nécessaire}} sur les passages mal sourcés. (février 2025)
En 2013, dans son ouvrage Reconquista ou la mort de l’Europe, édité par Riposte laïque, René Marchand préconise d'interdire l'Islam en Europe et de le déclarer incompatible avec la nationalité française. Ainsi, selon lui, « tout citoyen français ayant un ancêtre jusqu'à la troisième génération portant un nom ou un prénom marquant son appartenance à l'Islam doit choisir entre la citoyenneté française et l'Islam ».
En 2014, il s'exprime aux Assises de la remigration organisées par le Bloc identitaire.

## Écriture
- Pour la télévision : série 6×52 min La Corde au cou. L’Affaire de Boiscoran, avec Jean-Pierre Aumont et Antonella Lualdi, librement adapté d’Émile Gaboriau. Réalisation : Marcel Moussy. Pathé, Antenne 2, RTBF.
- Pour la radio : La Nuit avant-dernière (Série Les Tréteaux de la nuit, France Inter).
- Collaboration à Et pourtant je tourne… de Claude Chabrol. Éditions Robert Laffont. Réédité Ramsay 1999.
- Pour le groupe Bayard (Pèlerin Magazine) : Le Grand Journal du Siècle : environ 1 200 sujets historiques traités comme des articles de presse. Publication 1998-1999.
- Chansons avec le compositeur Jean Courtioux (éditions Delatour).
- Dans la série On a beau dire, 6×5 min. Interprètes : Claude Piéplu et Julien Guiomar. 2000-2001.

## Distinctions
- Officier de réserve de la Marine nationale (ORIC)
- Titulaire de la carte du combattant (no 837224)
- Chevalier de l'ordre national du Mérite (1971)[réf. nécessaire]
- Président de la Section professionnelle Presse-Communication du RPR (1984-1989), puis président d’honneur[réf. nécessaire].

## Ouvrages
- Simon Siméon (préf. Claude Chabrol) (roman), ATP, 1977 (ISBN 2-85951-008-7).
- La France en danger d'Islam, entre jihâd et reconquista, Lausanne, Éditions L'Âge d'Homme, 6 septembre 2002, 359 p. (ISBN 2-8251-1650-5).
  - réédité aux Éditions du Trident, 14 juin 2008, 540 p.,  (ISBN 978-2-84880-025-7).
- Si tu ne me crois pas ! (ill. Paul Marty) (comptines), Chassy, Gut & Mac éditions, 2003, 29 p.
- Mahomet. Contre-enquête : un despote contemporain, une biographie officielle truquée, quatorze siècles de désinformation, Éditions de l'Échiquier, 1er mai 2006, 506 p. (ISBN 2-909904-31-8 et 978-2-909904-31-3).
  - réédité le 1er mai 2011  (ISBN 978-2-909904-36-8).
- Reconquista ou Mort de l’Europe, Éditions Riposte laïque, 6 mars 2013, 280 p.
- Le lendemain en Galilée. Récits et contes des temps de l’Evangile, Artège, 2016.
- Pourquoi et comment interdire l'islam, Riposte laïque, 2017, 142 p.
- Le Violon dans la charcuterie, Contes obsolètes 1. Edilivre, 2018, 270 p.